# Dragon Ball Z: Kyokugen Battle!! San Dai Super Saiya-jin
Dragon Ball Z: Siêu người máy số 13 (ドラゴンボールZ 極限バトル!!三大超サイヤ人 Dragon Ball Z: Kyokugen Battle!! San Dai Super Saiya-jin) là bộ phim hoạt hình Dragon Ball Z thứ 7 trong loạt. Được sản xuất tại Nhật Bản vào ngày 11 tháng 7 năm 1992 và tại Hoa Kỳ năm 2003.

## Nội dung
Tiến sĩ Gero đã tạo ra Android 13, Android 14 và Android 15 với Siêu máy tính của lão. Nhóm anh hùng đã chiến đấu rất dũng cảm, cuối cùng đã tiêu diệt được số 14 và 15. Sau đó, Số 13 hấp thụ chíp của số 14 và 15, biến thành Siêu Số 13. Goku và Số 13 chiến đấu với nhau, cuối cùng Số 13 bị Goku giết.

## Lồng tiếng
| Nhân vật            | Lồng tiếng (Tiếng Nhật) | Lồng tiếng (Tiếng Anh) |
| ------------------- | ----------------------- | ---------------------- |
| Goku                | Nozawa Masako           | Sean Schemmel          |
| Gohan               | Nozawa Masako           | Stephanie Nadolny      |
| Piccolo             | Furukawa Toshio         | Christopher Sabat      |
| Krillin             | Tanaka Mayumi           | Sonny Strait           |
| Ca Lích             | Kusao Takeshi           | Eric Vale              |
| Vegeta              | Horikawa Ryo            | Christopher Sabat      |
| Quy Lão Kamê        | Miyauchi Kôhei          | Mike McFarland         |
| Chi-Chi             | Watanabe Naoko          | Cynthia Cranz          |
| Oolong              | Tatsuta Naoki           | Bradford Jackson       |
| Android 13/Super 13 | Sogabe Kazuyuki         | Chuck Huber            |
| Android 14          | Egawa Hisao             | Chris Rager            |
| Android 15          | Kobayashi Toshio        | Phillip Wilburn        |
| Gero                | Yada Kōji               | Kent Williams          |
| Narrator            | Yanami Joji             | Kyle Hebert            |

## Âm nhạc
- OP (Opening Theme)
  1. "CHA-LA HEAD-CHA-LA" (Chara Hetchara) (OP animation 1)
    - Lời: Mori Yukinojō, Nhạc: Kiyoka Chiho, Arrangement: Yamamoto Kenji, Thể hiện: Kageyama Hironobu
      - Lời bài hát
- ED (Ending Theme)
  1. "GIRI GIRI Sekai Kyokugen"
    - Thể hiện: Kageyama Hironobu' & Yuka